# Michał Florian Rzewuski
Michał Florian Rzewuski herbu Krzywda (ur. ok. 1630 roku – zm. 14 października 1687 we Lwowie) – podskarbi nadworny koronny w latach 1684–1687, pisarz ziemski lwowski w latach 1669–1676, skarbnik lwowski w latach 1661–1668, wielkorządca krakowski od 23 czerwca 1685 roku do 14 października 1687 roku, starosta chełmski w latach 1676–1687, starosta nowosielski w latach 1686–1687, dzierżawca ekonomii brzeskiej w latach 1685–1687, dzierżawca ceł koronnych i ceł ruskich w latach 1685–1687, regimentarz wojska koronnego w 1687 roku, podwojewodzi lwowski w 1663 roku, pułkownik Jego Królewskiej Mości w 1674 roku, porucznik chorągwi husarskiej armii koronnej w wyprawie mołdawskiej 1686 roku.
Brał udział we wszystkich niemal bitwach za Jana II Kazimierza, przyczynił się do zwycięstwa pod Chocimem, odznaczył się w dalszych wojnach tureckich za Jana III Sobieskiego.
Syn Stanisława, brat Franciszka Kazimierza, ojciec Stanisława Mateusza oraz Adama.
Sędzia kapturowy ziemi lwowskiej w 1673 roku. W 1674 roku był elektorem Jana III Sobieskiego z województwa ruskiego i z województwa podlaskiego. Był marszałkiem sejmików województwa ruskiego w 1671, 1676 roku. Poseł na sejm koronacyjny 1676 roku. Poseł sejmiku wiszeńskiegowojewództwa ruskiego z ziemi lwowskiej na sejm 1677 roku, porucznik husarii armii koronnej w wyprawie mołdawskiej 1686 roku.
W 1683 roku był dowódcą chorągwi husarskiej koronnej Stanisława Jana Jabłonowskiego.
Poseł na sejm 1685 roku z ziemi chełmskiej. 